# Aphyssura liepae
Aphyssura liepae är en tvåvingeart som beskrevs av Norris 1999. Aphyssura liepae ingår i släktet Aphyssura och familjen spyflugor. Inga underarter finns listade i Catalogue of Life.